# Віллісвілл (Іллінойс)
Віллісвілл (англ. Willisville) — селище (англ. village) в США, в окрузі Перрі штату Іллінойс. Населення — 579 осіб (2020).

## Географія
Віллісвілл розташований за координатами 37°58′58″ пн. ш. 89°35′23″ зх. д. / 37.98278° пн. ш. 89.58972° зх. д. (37.982794, -89.589799).  За даними Бюро перепису населення США в 2010 році селище мало площу 1,01 км², уся площа — суходіл.

## Демографія
Згідно з переписом 2010 року, у селищі мешкали 633 особи в 251 домогосподарстві у складі 178 родин. Густота населення становила 627 осіб/км².  Було 281 помешкання (278/км²).
Расовий склад населення:
| - 98,1 % — білих - 0,5 % — чорних або афроамериканців - 0,2 % — азіатів |

До двох чи більше рас належало 1,1 %. Частка іспаномовних становила 0,5 % від усіх жителів.
За віковим діапазоном населення розподілялося таким чином: 29,2 % — особи молодші 18 років, 56,9 % — особи у віці 18—64 років, 13,9 % — особи у віці 65 років та старші. Медіана віку мешканця становила 33,6 року. На 100 осіб жіночої статі у селищі припадало 101,0 чоловіків;  на 100 жінок у віці від 18 років та старших — 88,2 чоловіків також старших 18 років.
Середній дохід на одне домашнє господарство  становив 33 730 доларів США (медіана — 26 250), а середній дохід на одну сім'ю — 35 586 доларів (медіана — 30 446). За межею бідності перебувало 28,9 % осіб, у тому числі 36,0 % дітей у віці до 18 років та 0,0 % осіб у віці 65 років та старших.
Цивільне працевлаштоване населення становило 202 особи. Основні галузі зайнятості: виробництво — 33,2 %, роздрібна торгівля — 15,3 %, освіта, охорона здоров'я та соціальна допомога — 15,3 %.